# رقم الاستثارة

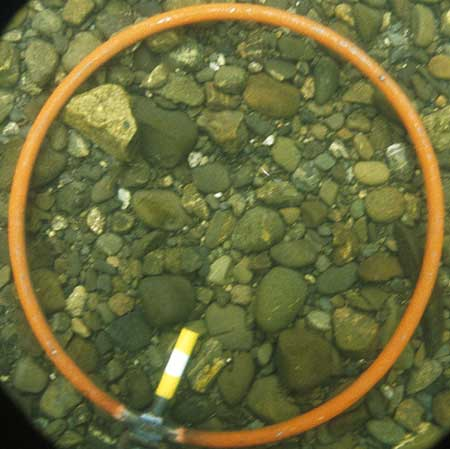

رقم الاستثارة هو رقم عديم الأبعاد في ديناميكا السوائل يستخدم لتعريف تركيزات الرواسب المعلقة، وهو كذلك يحدد كيفية انتقال الراسب في سائل متدفق. وهو النسبة بين سرعة سقوط الراسب {\displaystyle w_{s}} والسرعة المتجهة لأعلى على السطح كناتج ثابت فون كارمان {\displaystyle \kappa } وسرعة القص {\displaystyle u_{*}}.
{\displaystyle P={\frac {w_{s}}{\kappa u_{*}}}}
عادةً ما يتم تضمين العامل β قبل ثابت فون كارمان في المعادلة، وهو ثابت يربط الكثافة العكسية بالانتشار العكسي.
وعادةً ما يفترض أن ذلك يساوي 1، لذلك يُهمل في الحساب الفعلي. وعلى الرغم من ذلك، إلا أنه لا يجب إهماله عند التفكير في المعادلة الكاملة.
{\displaystyle P={\frac {w_{s}}{\beta \kappa u_{*}}}}
وقد تمت تسميتة نسبة إلى عالم حركيات السوائل الأمريكي هانتر راوز، وهو معلمة قياس خاصة في معلومات الاستثارة لتركيز راسب معلق على عمق في السائل المتدفق. ويُحتسب تركيز الراسب المعلق على عمق باعتباره قوة رقم الاستثارة السالب. ويستخدم أيضًا لتحديد كيفية تحرك الجزيئات في السائل، وفيما يلي يتم تقديم أرقام الاستثارة المطلوبة للنقل كحمل سفلي وحمل معلق وحمل الانجراف.
| كيفية الانتقال          | رقم الاستثارة |
| ----------------------- | ------------- |
| الحمل السفلي            | >2.5          |
| الحمل المعلق: 50% معلق  | >1.2, <2.5    |
| الحمل المعلق: 100% معلق | >0.8, <1.2    |
| حمل الانجراف            | <0.8          |